# 广东省社会工作委员会
广东省社会工作委员会简称省社工委，既是中国共产党广东省委员会的工作部门又是广东省人民政府的职能机构，主任由中共广东省委副书记兼任，副主任由省委、省政府分管政法、信访和民政工作的相关人士兼任。下设3个处室，分别为社会建设指导处、公共服务促进处、社会组织工作处。